# Статистика у хокеју на леду
У хокеју на леду користи се следећа статистика да би се одредио учинак како екипе тако и појединих играча. Основа је статристика на енглеском језику која се користи у свим међународним такмичењима.

## Тимска статистика
- STK - енгл.  (С - Серија) - Дужина серије узастопних победа или пораза;
- GP – енгл.  (У – Утакмица) – Укупан број утакмица које је једна екипа одиграла;
- W – енгл.  (П+ – Победа) – Број утакмица у којима је екипа забележила победе;
- L – енгл.  (И – Изгубљено) – Број утакмица које је једна екипа завршила са поразима;
- T – енгл.  (Н – Нерешено) - Број утакмица које су завршиле без победника, нерешеним резултатом;
- OTW - енгл.  (ППр - Победа након продужетака) - Број утакмица добијен након продужетака;
- SOW - енгл.  (ППп - Победа после пенала) - Број добијених утакмица након извођења пенала;
- OTL – енгл.  (ИПр - Изгубљено након продужетака)– Број утакмица које је екипа изгубила након продужетака;
- SOL – енгл.  (Ипп - изгубљено на пенале) – Број утакмица које је екипа изгубила након извођења пенала;
- PTS – енгл.  (Бод – Бодови) – Укупан број освојених поена. У већини лига победа (П+) се вреднује са 2 бода, а победе након продужетака и извођења пенала се вреднују са 1 бодом. У КХЛ лиги победа доноси 3 бода ако је остварена у регуларном делу утакмице (након 60 минута), односно 2 бода (ако је остварена након продужетака или бољег извођења пенала) док се пораз након продужетака или извођења пенала вреднује са 1 бодом;
- GF – енгл.  (Г+ – Постигнуто голова) – Статистика која приказује укупан број постигнутих голова;
- GA – енгл.  (Г- – Примљено голова) – Статистика која показује колико је нека екипа примила погодака;
- SO – енгл.  (БПГ - Без примљеног гола)– Статистика која показује број утакмица без примљеног погодка, односно број утакмица у којима ривалски тим није успео да постигне ни један погодак.

## Појединачна статистика за играче
- GP – енгл.  (У – Утакмица) – Укупан број одиграних утакмица;
- G – енгл.  (Г – Голови) – Број постигнутих голова;
- A – енгл.  (A – Асистенција) - Број остварених асистенција;
- PTS – енгл.  (Б - Бодови) – Ова статистика добије се сабирањем броја асистенција и постигнутих погодака;
- PIM – енгл.  (Кмин – Казна у минутима) – Укупан број минута које је играч провео на клупи за кажњене играче;
- PPG – енгл.  (ГИВ– Голова са играчем више) - Укупан број постигнутих голова у тренутку док је екипа имала предност играча ише на леду; (Играч више (хокеј на леду))
- PPA – енгл.  (АИВ – Асистенција са играчем више) - Укупан број асистенција у тренуцима када је тим имао играча више на леду;
- SHG – енгл.  (ГИМ - Голова са играчем мање) – Број погодака у тренутку када је екипа имала играча мање на леду;
- SHA – енгл.  (АИМ - Асистенција са играчем мање)– Број асистенција у тренутку када је екипа имала играча мање на леду;
- GWG – енгл.  (ПГ - Победнички гол) – Број голова који су донели победу тиму. Код резултата 2:1 ова статистика се приписује играчу који је постигао други погодак у победничкој екипи, односно код резултата 5:3 ова статистика се приписује играчу који је постигао 4. погодак у победничкој екипи;
- GTG – енгл.  (ИГ – Голови за изједначење) - Број голова који су изједначавали резултат, када играч постигне погодак након заостатка његовог тима од 1 гола. застарела статистика и ретко се користи.
- ENG – енгл.  – Број постигнутих голова када противнички голман није био на голу, ретко у употреби;
- +/- или P/M – Плус/минус – +/- Статистика која приказује однос датих и примљених погодака у тренуцима које је играч провео у игри;
- TOI – енгл.  (Мин– Број минута које је играч провео у игри;
- ATOI – енгл. Average time on ice МпУ Минута по утакмици) – Просечно време проведено у игри у минутима по утакмици;
- SOG – енгл.  (ШНГ – Шутева на гол) - Укупан број удараца ка голу;
- У употреби су (али ређе) такође и термини : , , , takeaways, giveaways.

## Статистике за голмане
- У, Г, A – Исто као у статистици за играче. Напомена: Плус/минус статистика се не односи на голмане.
- GS – енгл.  (УС - Утакмица као стартер) – Број утакмица које је голман започео у стартној постави;
- Мин – Укупан број минута проведених на леду;
- GA – енгл.  (ПГ – Примљено голова) - Укупан број примљених погодака;
- GAA – енгл.  (ППГ - Просечно примљених голова) – Просечан број примљених голова по утакмици;
- W – енгл.  (П - Победа) – Број победа (голману се у хокеју на леду победа рачуна ако је бранио за свој тим у моменту када је постигнут победнички погодак);
- L – енгл.  (И - Изгубљено) – Број пораза (голману се пораз рачуна ако је бранио у моменту када је противнички тим постигао победнички гол);
- T – енгл.  (Н - Нерешено) – Утакмица без победника;
- SOG – (ШНГ – Шутева на гол) - Укупан број удараца ка голу;
- SV – енгл.  (О - Број одбрана) – Укупан број одбрана;
- SVP, SV% или PCT – енгл. Save percentage (О% - Одбране у процентима) – Проценат одбрањених шутева ка голу;
- SO – енгл.  (БПГ - Без примљеног гола)– Статистика која показује број утакмица на којима голман није примио погодак под условом да је бранио целу утакмицу.